# Pradosia huberi
Pradosia huberi – gatunek drzew należący do rodziny sączyńcowatych. Jest gatunkiem występującym na terenie Brazylii i Gujany Francuskiej.